# Vojvodina Auschwitz
Vojvodina Auschwitz (polj. Księstwo Oświęcimskie, njem. Herzogtum Auschwitz), jedno od mnogih vojvodina Šleske formirana nakon završetka podjele Poljske.
Osnovana je oko 1315. na niskopoljskim zemljama istočno od rijeke Białe pod vlašću šleskog ogranka poljske kraljevske dinastije Pjastovića. Nakratko poluautonomna sa svojom prijestolnicom u Auschwitzu, konačno je prodana Kraljevini Poljskoj 1457. godine. Habsburško Carstvo anektiralo ju je 1772. godine, dok je preostala vojvodska titula prestala postojati 1918. godine kada su ove zemlje ponovo uklopljene u Drugu Poljsku Republiku.